# Eggert Christopher von Knuth (1643-1697)
 Der er flere personer med dette navn, se Eggert Christopher Knuth.
Eggert Christopher von Knuth (tysk: Eckhard Christoph von Knuth) (15. januar 1643 på Leizen, Mecklenburg-Strelitz – 25. februar 1697 i København) var en mecklenburgsk–dansk godsejer, amtmand og gehejmeråd. Han grundlagde den danske linje af adelsslægten Knuth.

## Biografi
Knuth fødtes på Leizen i Mecklenburg den 15. januar 1643 som medlem af den mecklenburgske uradelsslægt Knuth. Hans forældre var ritmester og forvalter for Malchow Kloster Jacob Ernst von Knuth og Elisabeth von Knuth, født von Morin. Han fuldendte efter opdragelsen i hjemmet sin uddannelse på rejser og fik derefter ansættelse som kammerjunker hos den i Güstrow residerende hertug Gustav Adolf af Mecklenburg, hvis tjeneste han 1670 forlod, som det synes i unåde.
Han rejste herefter til Danmark, formodentlig lokket af den lykke, der her alt tilsmilede hans broder, Adam Levin von Knuth. Han fik straks kammerjunkers charge hos den unge kong Christian 5. og opholdt sig nogle år mest ved hoffet, indtil han 1677 blev amtmand over staden Neukloster og øen Poel i Mecklenburg, der i nogle år var i Brandenburgs besiddelse.
6. maj samme år ægtede Knuth Søster Lerche, datter af etatsråd Cornelius Pedersen Lerche til Nielstrup og Årsmarke og Anna Kirstine Friis, og tog bolig på sin gård Melz. I 1680 kom brødrene Jacob Ernst, Adam Levin og Eckhard Christoph von Knuth til en overenskomt, hvor Jacob Ernst blev tildelt godset Leizen, Adam Levin fik Ludorf og Zielow og Eckhard Christoph fik Melz og Priborn.
Men allerede 1681 kaldtes han ved sin svigerfaders død til Danmark og opgav 1682 amtmandskabet. Ved overenskomster og magelæg med sin hustrus stedmoder og søskende lykkedes det Knuth 1681 at blive eneejer af Aarsmarke og Bandholmsgård, hvorefter det blev hans opgave at komplettere sit gods og udvide sine ejendomme på Lolland, hvilket i høj grad lykkedes ham ved heldige køb og mageskifter, men især ved kongelige gaver.
Imidlertid trådte Knuth, der 1684 var blevet etatsråd, igen ind på embedsbanen, da han 1685 udnævntes til landråd i Slesvig og amtmand over Slesvig domkapitels gods; 1690 blev han tillige amtmand over Kronborg og Frederiksborg Amter, 1693 blev han konferensråd og Dannebrogsridder med valgsprog: «Nihil nisi honestum» («Intet uden ære»), 1695 gehejmeråd.
Efter adskillige års svagelighed døde Knuth 25. februar 1697. Hans enke, der med held og dygtighed fortsatte hans bestræbelser i retning af godsudvidelse og 1714 satte kronen på værket ved oprettelsen af grevskabet Knuthenborg, døde 29. marts 1723. De efterlod sig begge et godt eftermæle, især roses Søster Lerche for sin gavmildhed og gudsfrygt; en skole og et hospital er beviser for deres omhu for godsets bønder.

## Eftermæle
I den tyske filolog Karl Bartschs: Sagen, Märchen, Gebräuche aus Mecklenburg (dansk: Sagaer, Eventyr, Skikke fra Mecklenburg) er Knuth nævnt i kapitlet Die Hexe von Melz (dansk: Heksen fra Melz).

## Børn
Ved sin død i 1697 efterlod han sig otte overlevende af i alt elleve børn, syv døtre og tre sønner, der var født mellem 1678 og 1691:
- Anne Christine von Knuth (ca. 1678–1723)
: ∞1° 1697 Christian Frederik Bielke (1670–1709)
: ∞2° 1714 Frederik Walter (1649–1718)
- Charlotte Amalie von Knuth (ca. 1679–ca. 1730)
: ∞1697 Joachim von Pritzbuer (død 1719)
- NN von Knuth (efter 1677–1685)
- Christian Frederik von Knuth (1681–1703)
- Elisabeth Sophie von Knuth (1682–1684)
- Cornelia von Knuth (1684–1736)
: ∞1707 Adam Levin von Knuth (1681–1751)
- Elisabeth Sophie von Knuth (1685–1742)
: ∞1709 Godske Ditlev von Holsten (1674–1745)
- Adam Christopher lensgreve Knuth til Knuthenborg (1687–1736)
: ∞1° 1713 Hedevig Ulrikke Luxdorph (1690–17020)
: ∞2° 1721 Ida Margrethe Reventlow (1701–1757)
- Jakobine Ernestine von Knuth (1689–1743)
: ∞1705 Ditlev von Holstein (1669–1721)
- Jakob Levin von Knuth (1690–1694)
- Eleonore Margrethe von Knuth (1691–1767)
: ∞1718 Henrik von Brandt (1687–1733)